# Theodore Garbade
Theodore Dietrich Garbade (Bremen, Alemania, 12 de septiembre de 1873 - Flims, Suiza, 26 de enero de 1961) fue un comerciante y banquero, presidente de la Unión de Fabricantes de Cigarros de Cuba y director de la Camera de Comercio de Cuba en 1916.

## Biografía
Nacido en Hastedt, Bremen, una ciudad conocida por la fabricación de cigarrillos "Zigarrenmacherdorf", se mudó a Cuba, donde trabajó como comprador de hojas de tabaco para Hermann Dietrich Upmann y su compañía: La Real fábrica de tabaco H. Upmann. Fue presidente de la Unión de fabricantes de Cigarros en Cuba, y se unió a la empresa H. Upmann como miembro asociado y fue nombrado socio en el Banco de H. Upmann & Co.. En 1916 se mudó a Nueva York.
Theodore Garbade desempeñó un papel significativo en el asentamiento entre Cuba y los Estados Unidos después de la aprobación a iniciativa del presidente Wilson de la Ley de Ingresos, también conocida como la Ley de Aranceles, o la Ley de Underwood en 1913. La Ley estableció las tasas más bajas para estadounidenses desde el Arancel de Walker de 1857. Esto tuvo un profundo impacto para la industria cubana del tabaco en cuanto a su importación a los Estados Unidos.  Como presidente de la Unión de fabricantes de Cigarros de Cuba, Garbade lo presentó al presidente cubano Mario García Menocal en enero de 1914, insistiendo en una asignación del 50 por ciento de sus exportaciones de cigarros como equivalente en el próximo tratado de reciprocidad de Cuba y pidiendo una pronta solución de este asunto, tan vital para la industria cubana de los cigarros.
Como ciudadano alemán en los Estados Unidos en 1917, fue considerado prisionero de guerra, estuvo en el campo de prisioneros Aliens Camp Douglas, donde trabajó en la escuela de Arte. Más tarde fue puesto bajo arresto domiciliario en su mansión en el barrio de Mount Kisko, Nueva York. En 1919 se trasladó a San Sebastián, España, y en 1922 a Lucerna, Suiza, donde consiguió el pasaporte helvético.
Dueño de plantaciones y empresas en Cuba, perdió un año antes de morir una gran parte de esa fortuna por confiscación del nuevo régimen (1960) de Fidel Castro. 
Garbade se casó cuatro veces. Theodor Ángel de la Caridad es hijo de su primera esposa Graciela Aguirre del Monte, quien murió 1909 en Cuba. Su segunda esposa Aïda Ambrosia Cubero y Casals (1887-1920), hija de Emilio Heydrich Martínez, le dio dos hijos: Roberto D. Garbade (cineasta y primer director de fotografía de la Televisión Suiza) y Berhard R. Garbade, director de la "Zurich" Insurance Group, filántropo, casado con la hija de Paul Lachenal, Ariane Lachenal, madre del pintor Daniel Garbade.
Theodore Garbade está enterrado con su última esposa Hidegard von Ohlen (1903-1962) en el cementerio de Flims Dorf, Suiza.

## Literatura
- Reginald Lloyd, Jose' Pla' Cárceles: Twentieth Century Impressions of Cuba,Editor: Lloyds Greater Britain publishing Company, Limited, 1913
- The Cuba Review and Bulletin, Editor:Munson Steamship Line, 1913
- United States Tobacco Journal,Vol.83, BMT Publications, 1915
- Thomas Skinner: The London Banks and Kindred Companies and Firms, Editor: T. Skinner & Company, 1916
- Martin Torodash: Woodrow Wilson and the Tarriff Question: The Importance of the Underwood Act in His Reform Program.Editor: New York University, Graduate School of Arts and Science, 1966[9]
- Alfredo Gómez Llorens: Instituciones y ciclo económico de la República de Cuba. Palibrio, 2014
- Noel Maurer: The Empire Trap: The Rise and Fall of U.S. Intervention to Protect American ,Editor: Princton University Press,2013, ISBN 978-0-691-15582-1